# 리트랙션 워치

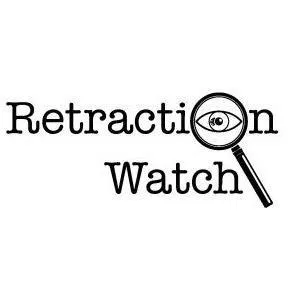

리트랙션 워치(Retraction Watch)는 과학 논문의 철회 및 관련 주제를 보고하는 블로그이다. 이 블로그는 2010년 8월에 시작되었으며 과학 작가 이반 오란스키(전 메드스케이프 편집 부사장)와 아담 마커스(Adam Marcus, Gastroenterology & Endoscopy News 편집장)가 제작했다. 그 상위 조직은 미국 501(c)(3) 비영리 조직인 센터 오브 사이언티픽 인테그리티(Center for Scientific Integrity)이다.

## 같이 보기
- 펍피어
- 재현성 위기